# Mitteldeutsche Motorenwerke

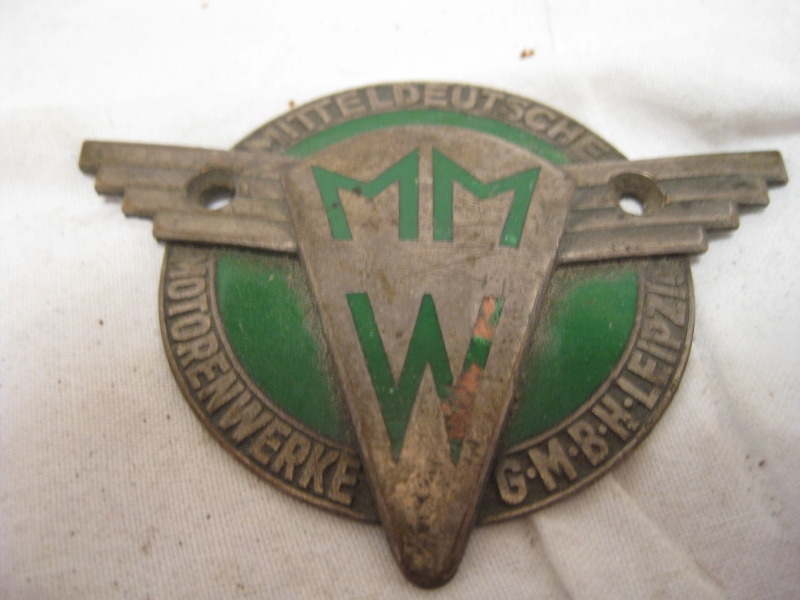
Logo der Mitteldeutschen Motorenwerke

Die Mitteldeutsche Motorenwerke GmbH (MMW, auch MiMo) war eine von 1935 bis 1948 existierende Gesellschaft mit Sitz in Leipzig (ab 1939 Taucha), die zum Auto-Union-Konzern gehörte. Die MiMo stellten Junkers-Flugmotoren in Lizenz her und waren das drittgrößte Werk der Auto Union AG nach Horch in Zwickau und dem Werk Siegmar (früher Wanderer) bei Chemnitz.
Die Fabrikanlagen befanden sich nordwestlich von Taucha in einem Waldgebiet, das teils zu Leipzig-Portitz gehörte. Zum Fertigungsprogramm gehörten im Wesentlichen die Typen Junkers Jumo 205, Jumo 211, Jumo 213 und Teile für die Strahlturbine Jumo 004. Damals waren 10.000 Mitarbeiter (einschl. Zwangsarbeiter) beschäftigt. Die Werksanlagen sind als Rüstungsbetrieb nach Kriegsende 1947 teilweise demontiert worden, die Reste wurden gesprengt. Die Löschung der Firma im Handelsregister des Amtsgerichts Leipzig erfolgte am 27. August 1948.